# Jermak Tyimofejevics

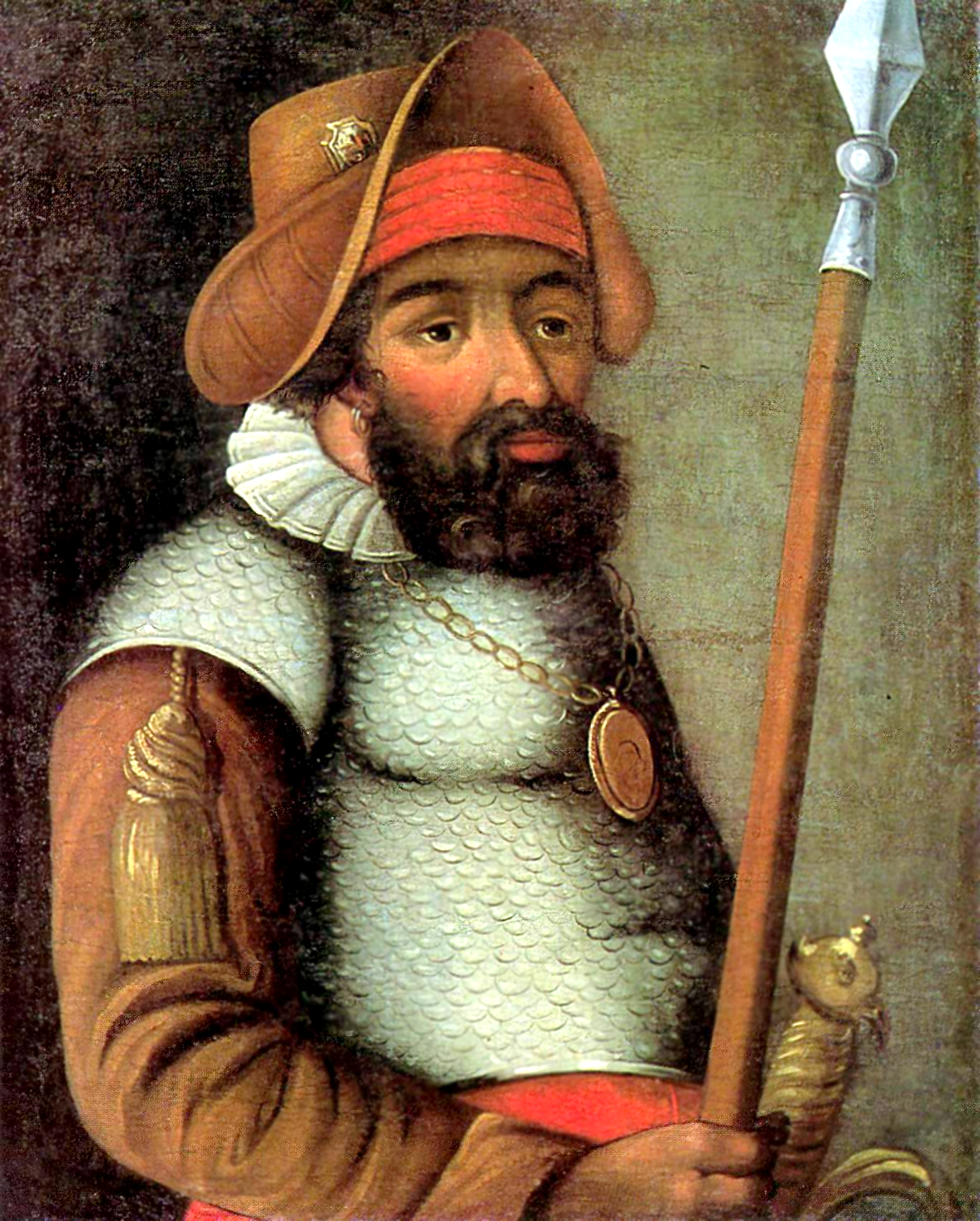
Jermak kozák atamán

Jermak Tyimofejevics (oroszul: Ермак Тимофеевич) (? – 1585. augusztus 5. vagy 6.) kozák atamán. Az 1580-as évek elején hódító hadjáratot vezetett Nyugat-Szibériába, csapataival elfoglalta a Szibériai Kánság székhelyét. Oroszországban gyakran Szibéria orosz meghódítójának nevezik.

## Élete, történelem
Jermak származásáról nincsenek megbízható adatok. Egy feltételezés szerint a Káma környékéről, talán Sztroganovék egyik településéről való és később a Volga környékén beállt a kozákokhoz, egy másik szerint a Don mellékéről származott. A Jermak névről hol úgy gondolják, hogy egy orosz keresztnév alakváltozata, hol türk eredetű becenévnek tartják. Az egyik évkönyv szerint keresztneve valójában Vaszilij, egy 1907-ben megjelent évkönyv írója pedig tudni véli, hogy nagyapjának neve Alenyin volt.
Életének nagy részét homály fedi. Kezdetben egy volt a kozák atamánok közül, akik szabadcsapataikkal a Volga és a Don mentén rablásból, fosztogatásból éltek. Hatalmaskodásai miatt Rettegett Iván cár halálra ítélte. Nyikolaj Mihajlovics Karamzin szentimentalista író, történetíró Az orosz állam története című művében az évkönyvekre hivatkozva elmondja, hogy a Sztroganov család birtokai védelmére meghívta Jermakot és kozákjait. 1579 nyarán Jermak 540 fős csapattal megérkezett a Sztroganovok Urál környéki birtokára, és 1581 nyarán legyőzték a Csuszovaja menti településeket támadó vogul és osztják csapatot. A Sztroganovok „Jermak vezetésével, Szibériai céllal” hadjáratot hirdettek, a csapatot elláták a szükséges felszereléssel, kibővítették 300 fővel, majd 1581 szeptember 1-jén útnak indították „Szibéria földjének megtisztítására és az istentelen Kucsjum szultán kiűzésére”.
A hadjárat megindításáról, Jermak és a Sztroganovok szerepéről több különböző változat ismeretes, de egyik sem teljesen bizonyított. Egy verzió szerint Sztroganovék a birtokaikat féltették a közeledő kozákoktól, és ezért ajánlották Jermaknak inkább a szibériai kánság elleni hadjáratot, amivel azok a cár jóindulatát is elnyerhetik. Van olyan vélemény is, hogy nem Sztroganovék küldték Jermakot Szibériába, és hogy az Urálon túli hódítás a kormánycsapatok eredménye volt. Lehetséges, hogy a kozákok a cár engedélyével és áldásával, vagy éppen ellenkezőleg: senkitől nem kérve engedélyt, gazdáik segítségét kikényszerítve indultak el hódítóútjukra.
A hadjárat sikerrel járt. Miután döntő győzelmet arattak a tatár sereg fölött, 1582. október 26-án (lásd: iszkeri csata) Jermak csapatával bevonult a kiürített Iszker, korábbi nevén Szibir kánsági székhelyre. A következő nyáron Jermak hódoltatta az Irtis és az Ob menti tatár és osztják településeket. A cár 300 fős sereget szándékozott küldeni segítségül, de időközben Rettegett Iván meghalt, Jermak és csapata felmorzsolódott a tatárok elleni háborúban. "Szibéria meghódítója" halálának pontos körülményei ismeretlenek. Állítólag 1585. augusztus 6-án halt meg: egy 50 fős csapattal az Irtis mellékfolyója, a Vagaj torkolatánál ütött tábort. Éjszaka Kucsum serege megtámadta és lekaszabolta az álmukban meglepett kozákokat. Jermak állítólag a folyóba ugorva próbált menekülni, de páncélinge a víz alá húzta.

## Utóéletéből

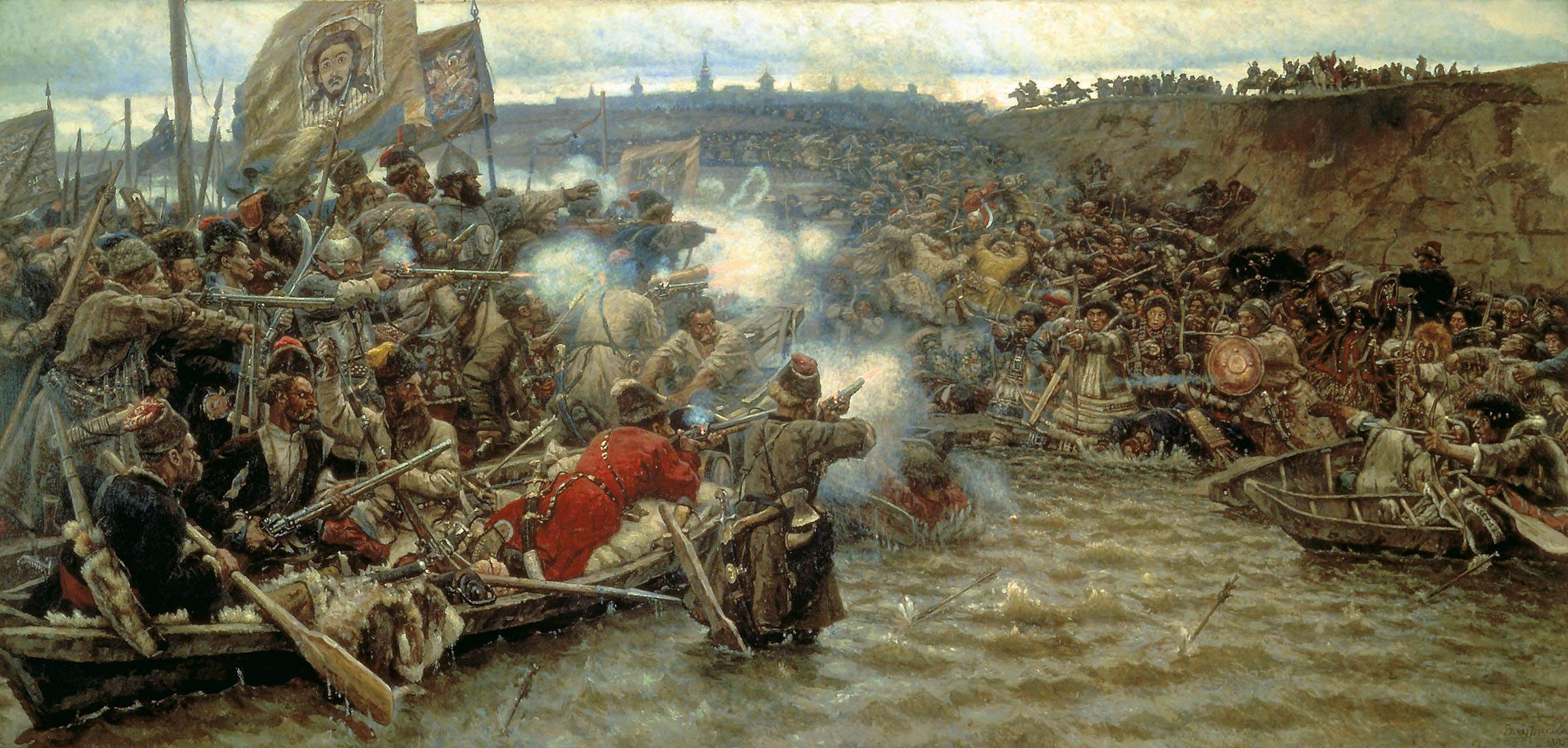
Vaszilij Ivanovics Szurikov: Szibéria meghódítása (1895)

Jermak alakja előbb csak a szibériai oroszoknál, később szélesebb körben is legendás hőssé emelkedett és az orosz népköltészetben is nyomott hagyott. A 17. században keletkezett orosz históriás énekek között egész ciklus fűződik emlékéhez. 1636-ban a moszkvai zsinat engedélyezte, hogy Jermak és atamánjai nevét országosan a vértanúk között említsék. Történetét a nevéhez fűződő hadjárattal együtt nagyrészt a különböző korokban és célokkal íródott orosz évkönyvek őrizték meg, ezekből sokat átvettek később a történetírók is. Karamzin az orosz közgondolkodásra nagy hatást tett művében Jermakot az „orosz Pizarró”-nak nevezte, ugyanabban az időben a szlavofil beállítottságú író, A. Sz. Homjakov tragédiát írt róla (1826).
Bár Jermak és csapata Szibir várát foglalta el, a Szibériai Kánságot buktatta meg, az Ob és az Irtis vidékén folytatott hadjáratot, „mégis úgy élt a köztudatban és úgy került be az auktorizált irodalmi történetírásba, mint az Uráltól az Ohotszki-tengerig húzódó végtelen vadon meghódítója.”